# سفیدغاز شمالی

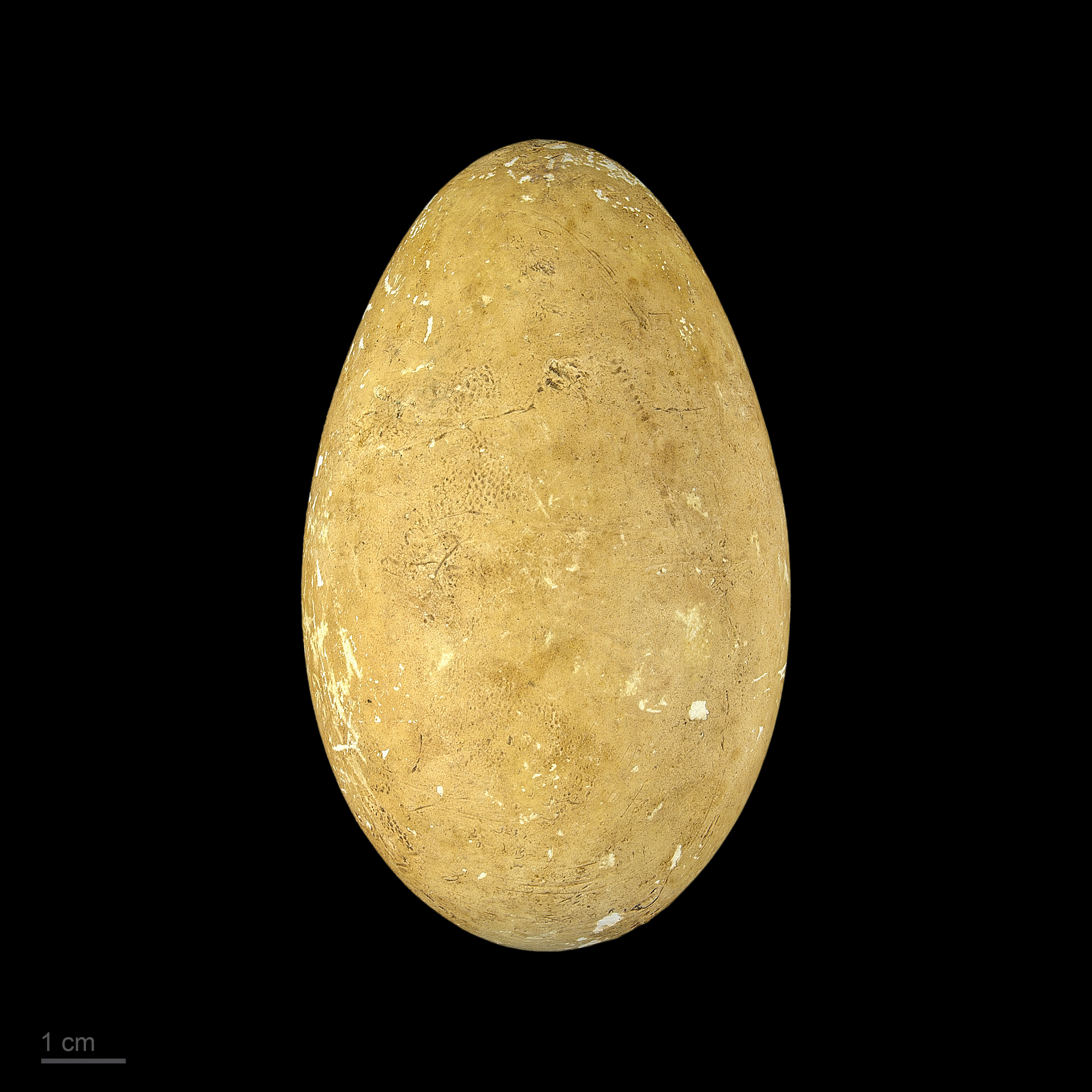
Morus bassanus

سفیدغاز شمالی یا غاز سولان (نام علمی: Morus bassanus) نام یک گونه از تیره کودنان است.